# 伊爾鎮區 (印地安納州卡斯縣)
伊爾鎮區（英語：Eel Township）是位於美國印地安納州卡斯縣的一個行政鎮區。

## 地方資料
根據2010年美國人口普查的數據，伊爾鎮區的面積為25.30平方千米，當中陸地面積為24.20平方千米，而水域面積為1.10平方千米。當地共有人口18767人，而人口密度為每平方千米741.78人。